# Anja Kohl
Anja Kohl (* 27 de julio de 1970 en Aschaffenburg) es redactora y moderadora en la redacción de la bolsa para la Radio y Televisión de Hessen.

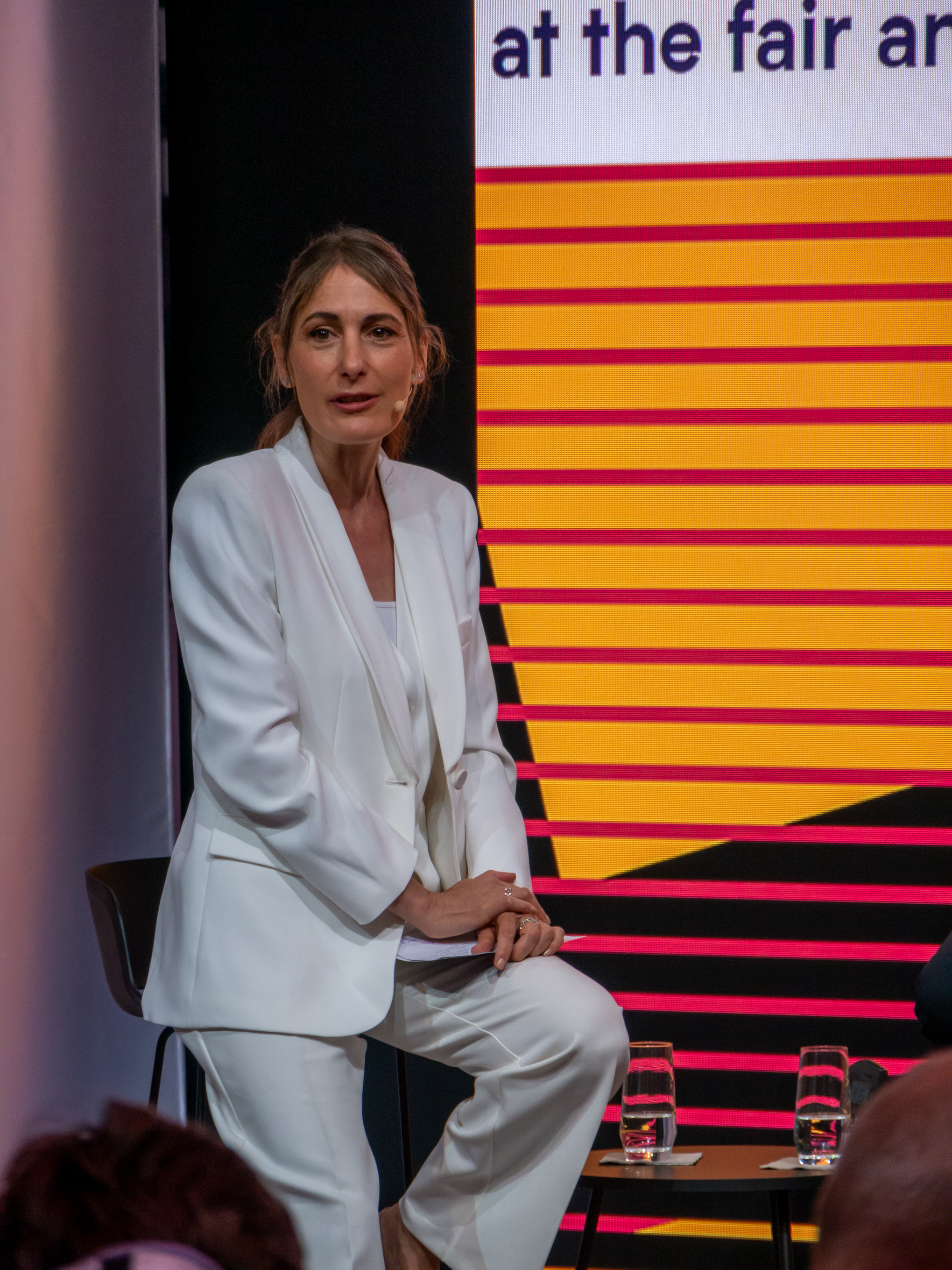
Anja Kohl (2023)

Tras finalizar su bachillerato en el liceo Julius-Echter-Gymnasium en Elsenfeld, Kohl estudió Germanística, Puplicística y Ciencias Políticas en Bamberg, Maguncia y Baltimore. Desde septiembre de 2001 es periodista para Morgenmagazin, ARD-Mittagsmagazin, Tagesschau y Tagesthemen, en el canal ARD. 